# 데술푸로콕쿠스속
데술푸로콕쿠스속은 데술푸로콕쿠스과의 한 속이다.